# 大鳥郡
- 令制国一覧 > 畿内 > 和泉国 > 大鳥郡
- 日本 > 近畿地方 > 大阪府 > 大鳥郡

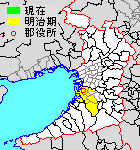
大阪府大鳥郡の範囲

大鳥郡（おおとりぐん）は、かつて和泉国・堺県・大阪府にあった郡。

## 郡域
1880年（明治13年）に行政区画として発足した当時の郡域は、現在の行政区画では概ね以下の区域に相当する。
- 堺市堺区（埋立地および郡区町村編制法における堺区を除く）
- 堺市中区
- 堺市西区（埋立地を除く）
- 堺市南区
- 堺市北区（北長尾町、中長尾町、南長尾町、東三国ヶ丘町、黒土町、長曽根町、金岡町、新金岡町、蔵前町、南花田町、中村町、野遠町、八下北を除く）
- 高石市（埋立地を除く）

## 歴史

### 古代
『日本書紀』崇神紀7年2月・8月の条、三輪山の神大物主の神託に従い、大田田根子（おおたたねこ）を捜したら「茅渟県の陶邑」（ちぬのあがたのすえむら）に見出したという伝承がある。この陶邑は、旧大鳥郡の東陶器村、西陶器村と推定され、その辺りには5世紀から9世紀にかけての須恵器の窯跡が数百基発見されている（陶邑窯跡群）。大鳥郡には、日本最大の須恵器生産地があったことや茅渟の県にも関係があることが分かる。『古事記』にも同じような所伝がある。

#### 郷
『和名類聚抄』に記される郡内の郷。
- 大鳥郷
- 草部郷
- 和田郷
- 上神郷
- 大村郷
- 土師郷
- 蜂田郷
- 石津郷
- 塩穴郷
- 常陵郷

#### 式内社
『延喜式』神名帳に記される郡内の式内社。
| 神名帳                       | 神名帳                  | 神名帳 | 神名帳         | 比定社               | 比定社                     | 比定社             | 集成 |
| 社名                         | 読み                    | 格     | 付記           | 社名                 | 所在地                     | 備考               | 集成 |
| ---------------------------- | ----------------------- | ------ | -------------- | -------------------- | -------------------------- | ------------------ | ---- |
| 大鳥郡 24座（大1座・小23座） |                         |        |                |                      |                            |                    |      |
| 大鳥神社                     | オホトリ                | 名神大 | 月次新嘗       | 大鳥大社             | 大阪府堺市西区鳳北町       | 和泉国一宮         |      |
| 山井神社                     | ヤマノヰノ              | 小     | 鍬靫           | 合祀：櫻井神社       | 大阪府堺市南区片蔵         |                    |      |
| 大鳥神社                     | オホトリノ              | 小     | 鍬靫           | 大鳥北浜神社         | 大阪府堺市西区浜寺元町     |                    |      |
| 美多弥神社                   | ミタミノ                | 小     |                | 美多彌神社           | 大阪府堺市南区鴨谷台       |                    |      |
| 押別神社                     | ヲシハケノ オシワケ     | 小     |                | 合祀：大鳥美波比神社 | 大阪府堺市西区鳳北町       | 大鳥大社境内摂社   |      |
| 生国神社                     | イククニノ              | 小     | 鍬靫           | 船待神社             | 大阪府堺市堺区西湊町       |                    |      |
| 火電神社                     |                         | 小     |                | 合祀：陶荒田神社     | 大阪府堺市中区上之         |                    |      |
| 石津太社神社                 | イハツタノ- イハツオホ- | 小     |                | （論）石津太神社     | 大阪府堺市西区浜寺石津町中 |                    |      |
| 石津太社神社                 | イハツタノ- イハツオホ- | 小     | （論）石津神社 | 大阪府堺市堺区石津町 |                            |                    |      |
| 等乃伎神社                   | トノキノ                | 小     | 鍬靫           | 等乃伎神社           | 大阪府高石市取石           |                    |      |
| 蜂田神社                     | ハチタノ                | 小     | 鍬             | 蜂田神社             | 大阪府堺市中区八田寺町     |                    |      |
| 陶荒田神社 二座              | スエノアラタノ          | 小     | 鍬             | 陶荒田神社           | 大阪府堺市中区上之         |                    |      |
| 国神社                       | クニノ                  | 小     |                | 國神社               | 大阪府堺市南区片蔵         | 櫻井神社境内社     |      |
| 鴨神社 （鴨田神社）          | カモ                    | 小     |                | 鴨神社               | 大阪府堺市南区宮山台       | 多治速比売神社左殿 |      |
| 高石神社                     | タカシノ                | 小     |                | 高石神社             | 大阪府高石市高師浜         |                    |      |
| 大鳥美波比神社               | -ミハヒノ               | 小     |                | 大鳥美波比神社       | 大阪府堺市西区鳳北町       | 大鳥大社境内摂社   |      |
| 多治速比売命神社             | タチハヤヒメノ-         | 小     |                | 多治速比売神社       | 大阪府堺市南区宮山台       |                    |      |
| 大鳥井瀬神社                 | -ヰセノ                 | 小     |                | 大鳥井瀬神社         | 大阪府堺市堺区宿院町東     | 大鳥神社摂社       |      |
| 大鳥浜神社                   | -ハマノ                 | 小     | 鍬             | 大鳥濱神社           | 大阪府高石市羽衣           |                    |      |
| 坂上神社                     | サカノウヘノ            | 小     |                | 坂上神社             | 大阪府堺市南区宮山台       | 多治速比売神社右殿 |      |
| 開口神社                     | アキクチノ              | 小     |                | 開口神社             | 大阪府堺市堺区甲斐町東     |                    |      |
| 桜井神社                     | サクラヰノ              | 小     |                | 桜井神社             | 大阪府堺市南区片蔵         |                    |      |
| 大歳神社                     | オホトシノ              | 小     | 鍬             | 合祀：等乃伎神社     | 大阪府高石市取石           |                    |      |
| 日部神社                     | ヒヘノ クサカベ         | 小     |                | 日部神社             | 大阪府堺市西区草部         |                    |      |
| 凡例を表示                   |                         |        |                |                      |                            |                    |      |

### 近世
- 「旧高旧領取調帳」に記載されている明治初年時点での支配は以下の通り。●は村内に寺社領が、○は寺社等の除地（領主から年貢免除の特権を与えられた土地）が存在。なお旧高旧領取調帳では岸和田藩領分が高石北村、高石南村、市場村の3村にあり、後に岸和田県管轄と記載しているが、「大阪府全志」[1]や「角川地名辞典」などではこれらもすべて岸和田藩預地だったとする。（1町90村）[2]

| 知行   | 知行                         | 村数 | 村名 |
| ------ | ---------------------------- | ---- | --- |
| 幕府領 | 幕府領（大坂町奉行）         | 1町  | 堺町 |
| 幕府領 | 幕府領（内海多次郎支配所）   | 12村 | ○山本新田、平田新田、塩浜新田、若松新田、○松屋新田、北庄村、○中筋村、○舳松村、○湊村、○上石津村、夕雲開、○赤畑村 |
| 幕府領 | 幕府領（増田作右衛門支配所） | 3村  | ○新村、○大鳥村、○野代村 |
| 幕府領 | 幕府領（岸和田藩預地）       | 1村  | ○下石津村 |
| 幕府領 | 田安徳川家                   | 27村 | ○船尾村、東下村、○西下村、山内下村、○市村、○今在家村、○北王子村、○上村（現・堺市西区）、○草部村、西村、○百済村、○高田村、○梅村、○土師村、○土師新田、金口村、○東村（現・堺市北区）、畑山新田、土塔新田、○深井村、○家原寺村、南村、○堀上村、○平岡村、○八田寺村、○毛穴村、○北村（現・堺市中区八田北町） |
| 幕府領 | 一橋徳川家                   | 8村  | 長承寺村、○富木村、○菱木村、○大園村、○南出村、○新家村、○土生村、○原田村 |
| 幕府領 | 旗本領                       | 11村 | ●○踞尾村、○上之村、○岩室村、○北村（現・堺市中区陶器北）、○見野山村、○福田村、○高蔵寺村、○深坂村、○辻之村、○土佐屋新田、○田園村 |
| 藩領   | 下総関宿藩                   | 13村 | ○平井村、○東山新田、○伏尾新田、○小坂村、○東村（現・堺市中区）、○和田村、○楢葉向山新田、○野々井村、○栂村、○別所村、○上村（現・堺市南区）、○大森村、○檜尾村 |
| 藩領   | 和泉伯太藩                   | 12村 | ○豊田村、釜室村、○富蔵村、○畑村、○片蔵村、○逆瀬川村、三木閉村、○太平寺村、○大庭寺村、○小代村、○田中村、○鉢ヶ峯寺村 |
| 藩領   | 和泉岸和田藩                 | 3村  | ○高石北村、○高石南村、○市場村 |

### 近代
- 1868年（慶応4年）
  - 1月22日 - 新政府が大坂町奉行の管轄地域に大坂鎮台を設置。幕府領・旗本領などを管轄。
  - 1月27日 - 大坂鎮台を大坂裁判所に改称。
  - 5月2日 - 大坂裁判所が廃止され、大阪府の管轄となる。
  - 6月9日 - 小田原藩領が堺県に移管。
  - 6月22日 - 大阪府のうち和泉国の管轄地域が分立し、堺県が発足。堺町大小路以北が大阪府、以南が堺県の管轄となる。
  - 10月24日 - 大阪府と堺県の間で境界変更が行われ、大和川以南の16村を大阪府から堺県に編入。実際の編入は翌年の明治2年2月24日（1869年4月5日）に実施され、摂津県からの移管となる。[6]。
- 1869年（明治2年）
  - 2月12日 - 関宿藩領が堺県に移管。
  - 7月5日 - 田安徳川家領、一橋徳川家領が堺県に移管。
- 1870年（明治3年）
  - 12月25日 - 岸和田藩預地が堺県に移管。この時堺県へ移管された村名には高石北村、高石南村、市場村も含まれ、本郡内の岸和田藩領(または預地)は消滅[1]。
  - 堺町の全域が堺県の管轄となる。
- 1871年（明治4年）
  - 7月14日 - 廃藩置県により藩領が伯太県となる。
  - 9月30日 - 摂津国住吉郡との境界変更が行われ、北花田村、奥村、船堂村、大豆塚村、浅香山村[7]、弥三次郎新田、南島新田、西万屋新田、庭井新田[8]、庭井流作新田[8]、花田新田[9]、浅香山流作新田[7]および七道村、遠里小野村、庭井村[8]、万屋新田[10]の一部（大和川以南）を編入。[11]（1町106村）
  - 11月22日 - 第1次府県統合により全域が堺県の管轄となる。
- 1874年（明治7年）1月22日 - 大区小区制の堺県での施行により、堺町が和泉国第1大区・他の村々が和泉国第2大区となる。
- 1875年（明治8年）（1町101村）
  - 浅香山流作新田が浅香山村に合併。
  - 庭井村・庭井流作新田が庭井新田に合併。
  - 東下村・西下村・山内下村が合併して下村となる。
- 1879年（明治12年）11月13日
  - 梅ヶ香町附洲新田・海船町附洲新田が合併して北附洲新田となる。
  - 新地附洲新田が中附洲新田に改称。
  - 紺屋町附洲新田・新在家町附洲新田・芦原町附洲新田・南半町附洲新田が合併して南附洲新田となる。
- 1880年（明治13年）（101村）
  - 4月15日 - 郡区町村編制法の堺県での施行により、行政区画としての大鳥郡が発足。堺区大町東4丁の祥雲寺に「湊郡役所」が設置され、和泉郡とともに管轄したが、まもなく「大鳥和泉郡役所」に改称。同時に堺195町および北附洲新田、戎島附洲新田、中附洲新田、南附洲新田の区域をもって堺区が発足し、郡より離脱。同日大区小区制廃止。
  - 伏尾新田が伏尾村に改称。
- 1881年（明治14年）2月7日 - 第2次府県統合により大阪府の管轄となる。郡役所を長承寺村に移転。
- 1882年（明治15年）
  - 東村（現・堺市中区）が八田村に改称。
  - 北村（現・堺市中区八田北町）が八田北村に改称。
- 1883年（明治16年） - 楢葉向山新田が一部（向山新田）を小坂村に編入し、楢葉新田に改称。
- 1885年（明治18年）（99村）
  - 南出村・市場村が合併して綾井村となる。
  - 土佐屋新田が深坂村に合併。

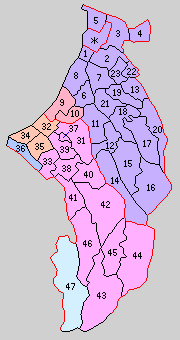
1.湊村 2.舳松村 3.向井村 4.五箇荘村 5.三宝村 6.鳳村 7.神石村 8.浜寺村 9.高石村 10.取石村 11.鶴田村 12.北上神村 13.東百舌鳥村 14.美木多村 15.中上神村 16.南上神村 17.西陶器村 18.久世村 19.深井村 20.東陶器村 21.八田荘村 22.中百舌鳥村 23.西百舌鳥村 （紫：堺市 赤：高石市。31 - 47は和泉郡 ＊は発足時の堺市）

- 1889年（明治22年）4月1日 - 町村制の施行により、以下の各村が発足。特記以外は全域が現・堺市。（23村）
  - 湊村（単独村制）
  - 舳松村（単独村制）
  - 向井村 ← 中筋村、北庄村、遠里小野村、西万屋新田、七道村
  - 五箇荘村 ← 奥村、北花田村、船堂村、大豆塚村、万屋新田、花田新田、浅香山村、庭井新田
  - 三宝村 ← 松屋新田、南島新田、山本新田、平田新田、弥三次郎新田、塩浜新田、若松新田
  - 鳳村 ← 北王子村、長承寺村、大鳥村、野代村
  - 神石村 ← 踞尾村、上石津村、市村
  - 浜寺村 ← 下石津村、船尾村、下村
  - 高石村 ← 高石南村、高石北村、今在家村、新村（現・高石市）
  - 取石村 ← 土生村、富木村、綾井村、新家村、大園村（現・高石市）
  - 鶴田村 ← 草部村、菱木村、上村［現・堺市西区］、原田村
  - 北上神村 ← 大庭寺村、大平寺村、小代村、野々井村、三木閉村
  - 東百舌鳥村 ← 土師村、土師新田
  - 美木多村 ← 上村［現・堺市南区］、檜尾村、大森村、別所村
  - 中上神村 ← 片蔵村、豊田村、田中村、栂村
  - 南上神村 ← 富蔵村、釜室村、畑村、逆瀬川村、鉢ヶ峯寺村
  - 西陶器村 ← 田園村、辻之村、深坂村、高蔵寺村
  - 久世村 ← 小坂村、八田村、平井村、伏尾村、和田村、東山新田、楢葉新田
  - 深井村 ← 深井村、土塔新田、畑山新田
  - 東陶器村 ← 北村、見野山村、上之村、岩室村、福田村
  - 八田荘村 ← 八田寺村、八田北村、堀上村、南村、毛穴村、家原寺村、平岡村
  - 中百舌鳥村 ← 梅村、夕雲開、東村、金口村
  - 西百舌鳥村 ← 赤畑村、百済村、高田村、西村
- 1891年（明治24年）2月25日 - 神石村の一部（大字踞尾）が分立して踞尾村が発足。（24村）
- 1894年（明治27年）
  - 2月10日 - 向井村の一部（大字七道）を堺市に編入。
  - 11月10日 - 中上神村・南上神村が合併して上神谷村が発足。（23村）
- 1896年（明治29年）4月1日 - 郡制の施行により、大鳥郡・和泉郡の区域をもって泉北郡を設置。同日大鳥郡廃止。

## 行政
湊郡長→堺県大鳥・和泉郡長
| 代 | 氏名     | 就任年月日                | 退任年月日               | 備考         |
| -- | -------- | ------------------------- | ------------------------ | ------------ |
| 1  | 小菅清直 | 明治13年（1880年）4月16日 | 明治14年（1881年）2月6日 | 大阪府に移管 |

大阪府大鳥・和泉郡長
| 代 | 氏名     | 就任年月日                 | 退任年月日                 | 備考                           |
| -- | -------- | -------------------------- | -------------------------- | ------------------------------ |
| 1  | 小菅清直 | 明治14年（1881年）2月7日   | 明治14年（1881年）2月24日  |                                |
| 2  | 大草三重 | 明治14年（1881年）2月25日  | 明治14年（1881年）8月26日  | 病死                           |
| 3  | 森田稔   | 明治14年（1881年）9月5日   | 明治16年（1883年）11月22日 |                                |
| 4  | 松山範治 | 明治16年（1883年）11月22日 | 明治17年（1884年）10月1日  |                                |
| 5  | 鈴木信道 | 明治17年（1884年）10月1日  | 明治19年（1886年）8月25日  |                                |
| 6  | 小向寛雄 | 明治19年（1886年）8月25日  | 明治20年（1887年）11月29日 |                                |
| 7  | 桜井義起 | 明治20年（1887年）11月29日 | 明治22年（1889年）9月11日  |                                |
| 8  | 島田祐信 | 明治22年（1889年）9月11日  | 明治26年（1893年）5月31日  |                                |
| 9  | 川越重徳 | 明治26年（1893年）5月31日  | 明治29年（1896年）3月31日  | 和泉郡との合併により大鳥郡廃止 |